# Корміно (Гагарінський район)
Корміно (рос. Кормино) — присілок Гагарінського району Смоленської області Росії. Входить до складу Ашковського сільського поселення.